# Christina Zurbrügg
Christina Zurbrügg (* 27. März 1961 in Kiental, Reichenbach im Kandertal) ist eine Schweizer Sängerin, moderne Jodlerin und Filmregisseurin.

## Leben und Wirken
Christina Zurbrügg ist im Berner Oberland aufgewachsen. Sie studierte Schauspiel und klassischen Gesang in Wien.
Bekannt wurde sie mit ihren Musiktheaterproduktionen über Federico García Lorca. Zurbrügg beschäftigt sich mit Volksmusik, drehte den Dokumentarfilm „Orvuse On Oanwe“ über Wiens letzte Dudlerinnen und fand dabei ihre eigenen Wurzeln wieder. Das Filmprojekt zum Wiener Dudler steht unter der Schirmherrschaft der Österreichischen UNESCO-Kommission.
Später folgte das Soloprogramm „Christls Wunderwelt“. Ihr Songalbum „jetzt“ wurde als „erstklassiges, popmusikalisches Werk zwischen Tradition und Moderne“ rezensiert. Zurbrügg kombiniert Gesang, Rap und zeitgemässes, modernes Jodeln mit Songwriting.
2001 gründete sie mit Michael Hudecek, mit dem sie viele Vorhaben gemeinsam realisierte, die Gams Film & Music.
2022 erschienen ihr Songalbum „The Heart Is An Eternal Wanderer“. Der 2023 veröffentlichte Film „Wundersames Kiental“ (Buch und Musik: C. Zurbrügg) wurde bei internationalen Festivals mehrfach als best documentary ausgezeichnet.
Zurbrügg lebt in Wien.

## Diskografie
- 1990: Café de Chinitas. Spanische Volkslieder von F.G. Lorca; A Butten voll Kinder, an rotzigen Mann. Volkslieder vom Frauenleben
- 1991: Erschrocken. Songs
- 1992: Sonnenuntergang mit Café de Chinitas
- 1995: Ciudad sin sueño – Niemand schläft im Himmel. Vertonungen von F.G. Lorca
- 1999: Äs chönnti alls ganz anders sii. Neue Jodler und Songs
- 2002: Tai Chill von zurbrügg & hudecek. Soundtrack; Christl's Wunderwelt
- 2005: Lorca & More. Best of spanish 1990 – 2005
- 2007: Jetzt. Zwölf Songs & ein Jodler
- 2009: Best of yodel. 99-09
- 2010: Registerwechsel
- 2013: Doodle It - Yodels from Vienna
- 2019: me and you for SABABU
- 2022: The Heart Is An Eternal Wanderer – Songalbum

## Filmografie
- 1998: Orvuse on Oanwe – Die letzten Dudlerinnen Wiens. Regie: Zurbrügg
- 2000: Die 99 besten Erfindungen der Menschheit. Regie: Zurbrügg und Hudecek
- 2001: In Out – Move the World. Mit Birgit Heyn. Regie: Zurbrügg
- 2006: Bleiben oder Gehen. Regie: Zurbrügg & Hudecek
- 2008: Halbzeit. Regie: Zurbrügg & Hudecek
- 2013: Orvuse On Oanwe – Servus in Wien. Wiens letzte originale Dudlerinnen. DVD & Buch von C. Zurbrügg
- 2023: Wundersames Kiental. Regie: Zurbrügg & Hudecek

## Auszeichnungen
- 1990: BMUK bzw. 1995: Kulturamt Wien: je Auszeichnungen für „Café de Chinitas“
- 2002: BKA-Prämie für „Christls Wunderwelt“
- 2003: Jahresstipendium für Komposition vom SKE-Fonds Wien
- 2007: „Goldener Drache“ für Film „Bleiben oder Gehen“ von Zurbrügg und Hudecek
- 2009: Nominierung für die „Rose d'Or“ für Film „Halbzeit“ von Zurbrügg & Hudecek
- 2013: Buch und Film „Orvuse on Oanwe – Servus in Wien“ über Wiens letzte originale Dudlerinnen erhält die Schirmherrschaft der Österreichischen UNESCO-Kommission
- 2023: Kamera Alpin Austria und Publikumspreis (Int. Mountainfilmfestival Graz) für Film „Wundersames Kiental“ von Zurbrügg & Hudecek. Award Winner beim Close: Up Reykjavik Film Festival und Los Angeles Festival of Cinema

## Schriften
- Negerin, Der Apfel, Wien 1994. ISBN 978-3-85450-092-6
- Orvuse on Oanwe – Dudlerinnen in Wien, Wien 1996